# Drama tijdens Love Parade in Duisburg
Het drama tijdens de Love Parade in Duisburg (ook wel het Duisburgdrama genoemd) vond plaats op 24 juli 2010, toen honderden bezoekers van het dancefestival Love Parade bij de ingang van het feestterrein in de verdrukking kwamen. In het gedrang vielen 21 doden en minstens 625 gewonden, waarvan enkele ernstig.

## Voorgeschiedenis
De jaarlijks gehouden Love Parade - uitgezonderd 2004, 2005, en 2009 - begon in 1989 in Berlijn en groeide door de jaren heen uit tot het grootste techno-evenement ter wereld. In 2007 verhuisde het festival naar het Ruhrgebied, waar het achtereenvolgens in Essen en Dortmund plaatsvond. De editie van 2009 werd afgeblazen door de beoogde organisator, de stad Bochum, met als reden dat men de verwachte bezoekersaantallen niet aan zou kunnen. Dat bezoekersaantal lag volgens de Love Parade zelf bij de voorgaande edities boven de miljoen, in 2006 zelfs op 1,6 miljoen. Deze door de organisator Lopavent uitgebrachte cijfers zijn echter hoogst twijfelachtig. Volgens de onlinekrant Der Westen werden de bezoekersaantallen stelselmatig overdreven voor publiciteitsdoeleinden, tot het drievoudige van de werkelijkheid.
Het Ruhrgebied was in 2010 de culturele hoofdstad van Europa en de Love Parade in Duisburg had een van de hoogtepunten moeten worden van Ruhr.2010. Organisator was wederom het bedrijf Lopavent GmbH van ondernemer Rainer Schaller. Het festival vond plaats rond het voormalige goederenstation van Duisburg met een oppervlakte van 230.000 m².

## Gebeurtenissen

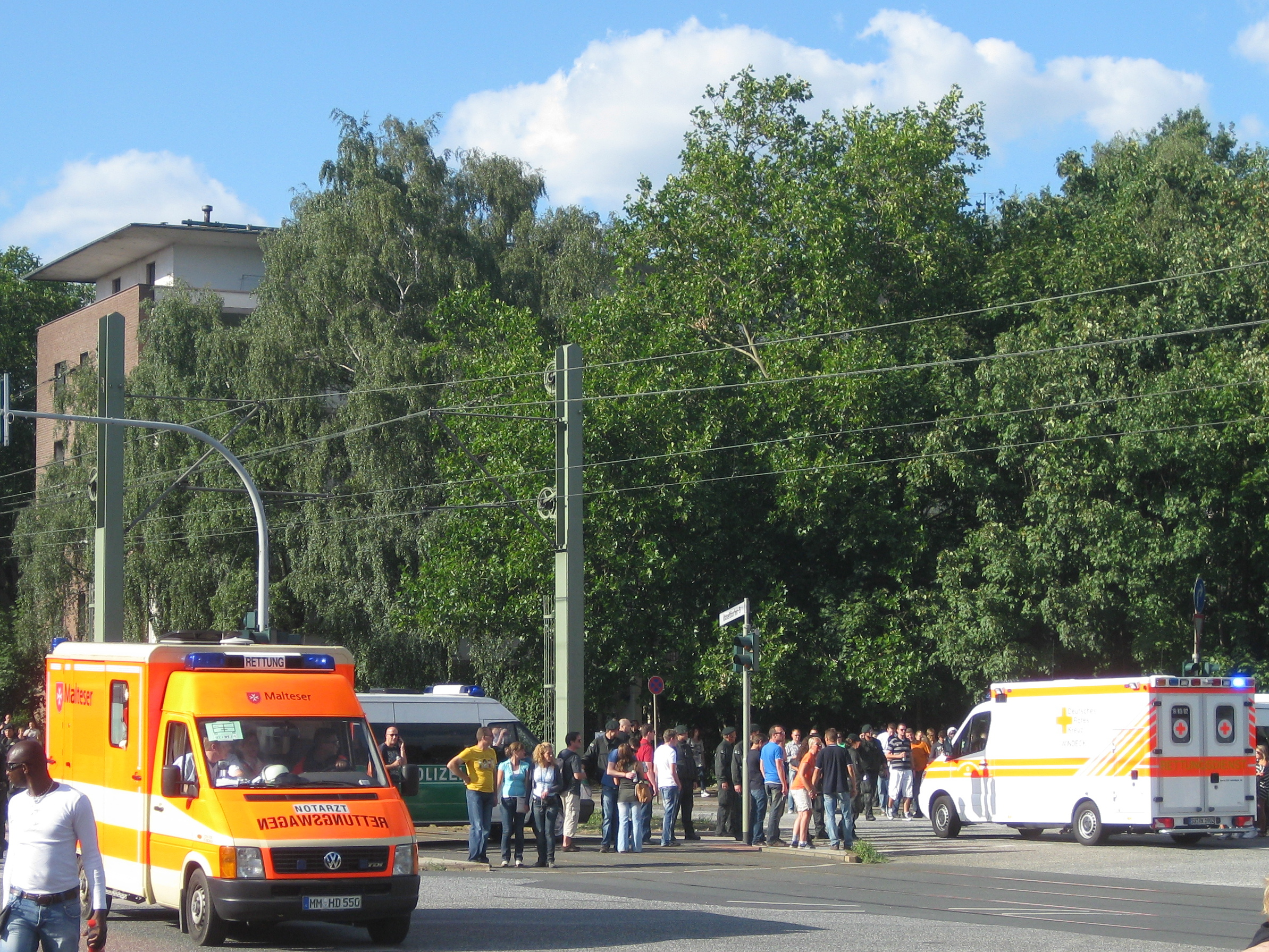
Politie- en ambulancebusjes rijden af en aan na het ongeluk

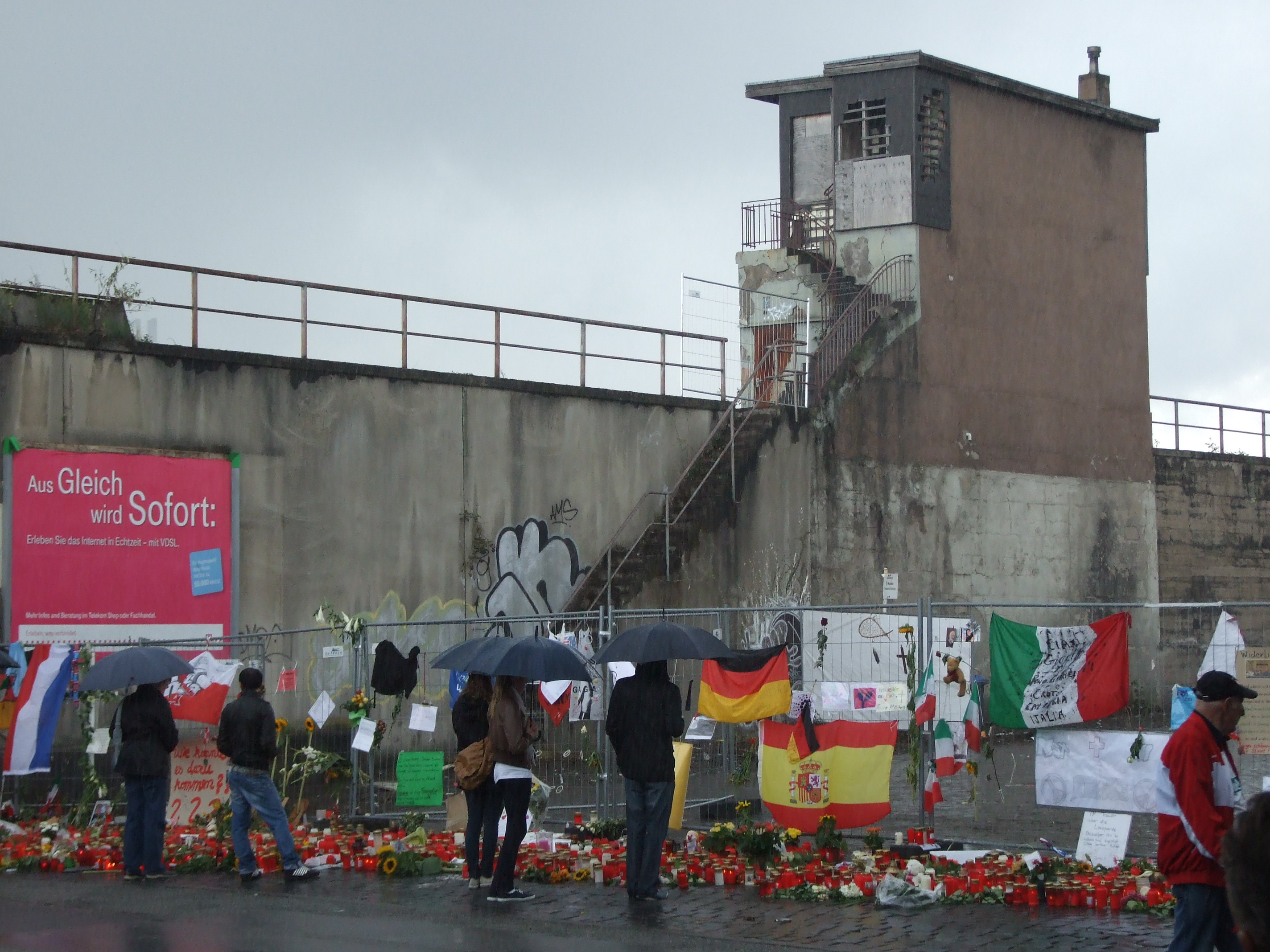
De meeste doden vielen bij deze trap aan de ingang

Het ongeluk vond plaats bij de toegang tot het terrein. Er waren twee looproutes richting de Love Parade. Vanuit het westen en oosten liepen de bezoekersstromen het laatste stuk door een tunnel (Karl-Lehr-Strasse) van ongeveer 18 meter breed, totdat deze routes samenkwamen. Daar is een weg omhoog (ongeveer 25 meter breed) naar het daadwerkelijke festivalterrein. Deze T-splitsing was voor bezoekers de enige in- en uitgang van het terrein. Doordat de tunnel te smal was voor de enorme mensenmassa, ontstond al vroeg op de dag een opstopping, nog voor de tunnelingang.
Ook het terrein zelf was te klein voor de enorme mensenmassa. Er konden hooguit 250.000 mensen op, terwijl 400.000 mensen naar Duisburg waren gekomen (de organisatie sprak van 1,4 miljoen bezoekers). Daardoor ontstonden op het terrein zelf ook op diverse plekken opstoppingen.
Rond 17:00 uur voltrok zich het ongeluk. De politie had kort daarvoor het eigenlijke festivalterrein gesloten. De tunnels, die niet tot het festivalterrein behoorden, bleven echter volstromen met mensen. Daarnaast was er ook een stroom vertrekkende mensen die vanaf het terrein op de weg naar beneden liep, naar de T-splitsing tussen de twee tunnels. Zodoende werden op de T-splitsing van meerdere kanten mensenmassa's in elkaar geduwd. Het publiek kon geen kant op en mensen kwamen in de verdrukking. Uiteindelijk probeerden bezoekers via containers, noodtrappen en luidsprekerstellages aan de mensenmenigte te ontsnappen. Maar duizenden mensen stonden vast en konden nergens naartoe. Ook de hulpdiensten konden niet bij de plek komen. Bij de twee ingangen werden mensen opgeroepen om huiswaarts te keren. Het duurde nog tot 18:00 voordat de eerste hulp door de tunnel kon. Op de rampplek zelf stierven 15 mensen. Later op de dag stierven nog vier mensen in het ziekenhuis en in de dagen erna overleden nog twee mensen. Na onderzoek bleek dat alle 21 slachtoffers die zijn overleden door verstikking zijn gestorven, veroorzaakt door samendrukking van de borstkas.
Om grotere chaos te voorkomen werd besloten het evenement niet direct stop te zetten. Een gedeelte van de A59 (een belangrijke snelweg door Duisburg) dat voor de Love Parade was afgesloten, werd door hulpdiensten gebruikt.

## Slachtoffers
Onder de in totaal 21 overleden slachtoffers waren tien vrouwen en elf mannen. Dertien van hen kwamen uit Duitsland. De andere overledenen waren een Nederlandse man uit Hasselt bij Zwolle en verder bezoekers uit Australië, Bosnië en Herzegovina, China, Italië en Spanje. Uit autopsie is gebleken dat alle slachtoffers doodgedrukt zijn.

## Nasleep
De bondskanselier Angela Merkel en bondspresident Christian Wulff gaven uiting van hun ontreddering en spraken hun medeleven uit met de gewonden en nabestaanden van de slachtoffers.

### Kritiek

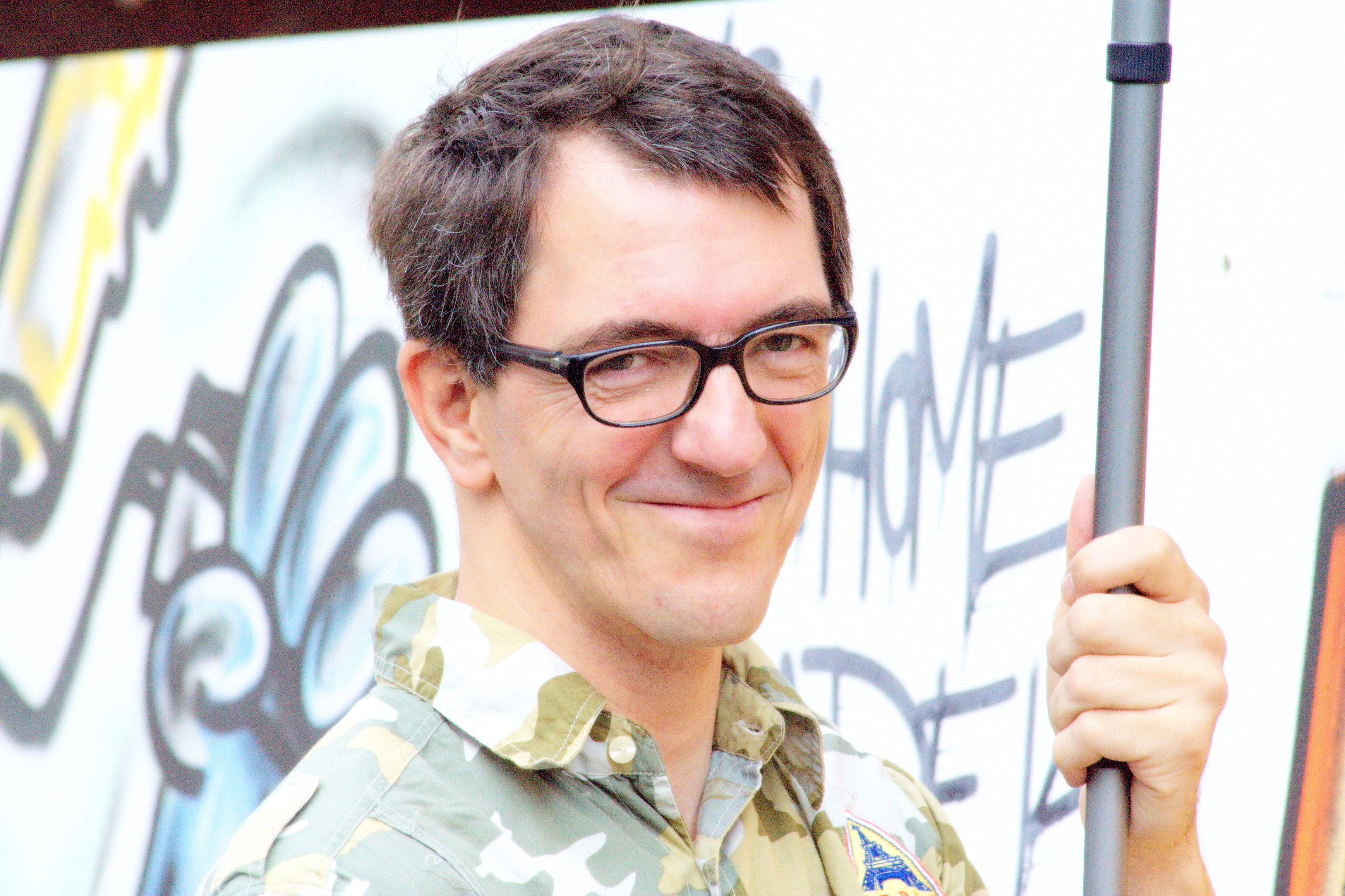
Love Parade-oprichter Dr. Motte stelde de organisatie verantwoordelijk voor de ramp

Al vooraf waren er verschillende vraagtekens gezet bij het veiligheidsplan van de organisatie, waaronder door de politie. Ook online voorspelden mensen al dat het een chaos en een ramp kon gaan worden. Het festivalterrein zou te klein en te gesloten zijn en de ingang niet geschikt. Ook zou de organisatie het aantal bezoekers onderschat hebben.
De oprichter van de Love Parade Dr. Motte legde de schuld bij de organisatoren en sprak van een "schandaal". Organisatoren van andere festivals noemden de aanpak in Duisburg amateuristisch en een misdrijf. Wolfgang Orscheschek, vice-chef van de Noordrijn-Westfaalse afdeling van de Duitse politievakbond, bekritiseerde het feestterrein als te klein; ook zouden van tevoren door zowel brandweer als politie bedenkingen zijn geuit over de veiligheid. Erich Rettinghaus, de voorzitter van dezelfde vakbondsafdeling, eiste een grondig onderzoek naar de oorzaken van de massapaniek en een nadere studie naar de gehanteerde veiligheidsconcepten.
Er kwam stevige kritiek op burgemeester Adolf Sauerland. Er werd tegen hem gedemonstreerd en hij werd bij een bezoek aan de rampplek door het publiek uitgejouwd.

### Onderzoek
Het Openbaar Ministerie (OM) van Duisburg is na de ramp een onderzoek gestart over de vraag of er iemand schuldig is aan dood door schuld; mocht dit het geval zijn dan wordt hierna onderzocht wie deze beschuldiging op zich krijgt. Bij de organisatoren en bij de gemeente is het veiligheidsplan in beslag genomen. De eerste conclusies tonen grote fouten door de organisatie. In 2014 werd het onderzoek afgerond en werden tien personen verdacht van dood door schuld. Vier van hen werkten voor de organisatie, de zes andere voor de gemeente. Uiteindelijk besloot de rechtbank in Duisburg in 2016 dat er onvoldoende bewijs was om een strafproces tegen deze personen te voeren.
Op 24 april 2017, bijna zeven jaar na het drama, oordeelde het Duitse hooggerechtshof in hoger beroep dat de verdachten alsnog vervolgd moeten worden. Op maandag 4 mei 2020 besliste de rechtbank in Duisburg echter om het proces te beëindigen. Begin 2019 was al beslist om 7 van de 10 verdachten niet te vervolgen omdat er te veel twijfel bestond over hun schuldvraag. Aangezien er beperkingen waren door de coronacrisis en aangezien de zaak in juli ging verjaren, werd het proces in 2020 uiteindelijk beëindigd. Een van de grootste naoorlogse strafprocedures in Duitsland werd daarmee na bijna 2,5 jaar en 184 zittingsdagen afgerond zonder uitspraak.